# رنان برسان
رنان برسان (بلاروسی: Рэнан Бардзіні Брэссан؛ زادهٔ ۳ نوامبر ۱۹۸۸) بازیکن فوتبال اهل بلاروس است.
از باشگاه‌هایی که در آن بازی کرده‌است می‌توان به باشگاه فوتبال آپوئل، باشگاه فوتبال باته بوریسف، باشگاه فوتبال ریو آوه، باشگاه فوتبال اسپارتاک ولادی‌قفقاز، گروه ورزشی شاوش، باشگاه پارانا، باشگاه فوتبال گومل، باشگاه فوتبال آستانه، باشگاه ورزشی ژوونتود، باشگاه فوتبال آق‌تپه، و باشگاه فوتبال کریسیوما اشاره کرد.
وی همچنین در تیم‌های ملی فوتبال المپیک بلاروس و بلاروس بازی کرده‌است.